# Thiên-Đường-Höhle
Die Thiên-Đường-Höhle (Paradieshöhle) ist eine Höhle im Nationalpark Phong Nha-Ke Bang in Vietnam, 60 km nördlich von der Provinzhauptstadt Dong Hoi und 440 km südlich von Hanoi.
Bei der Erstexpedition im Jahr 2005 schätzten Forscher ihre Länge auf weniger als 5 km. Im Mai 2010 gaben Forscher an, die Höhle habe eine Länge von 31 km. Somit ist sie die längste bisher entdeckte trockene Höhle in Vietnam, möglicherweise auch die längste Asiens.